# Masako Hayashi
Masako Hayashi (Asahikawa, Hokkaido, 11 de julio de 1928 - 9 de enero de 2001) fue una de las primeras arquitectas de Japón. Junto a Hatsue Yamada y Nobuko Nakahara formaron el estudio Círculo de Diseño Arquitectónico.

## Formación
Masako Hayashi estudió arquitectura después de la finalización de la guerra. Se tituló en 1951 en la Universidad Femenina de Japón. Ese mismo año realizó su primera obra la casa del Sr. O en Tokio. 
Junto a otras arquitectas, el 14 de septiembre de 1953, organizaron una asociación de mujeres arquitectas en la que participaron 29 profesionales entre 18 y 26 años. Una de ellas, que estudiaba esperanto seleccionó tres palabras como lema del grupo “pensamiento, discusión y creación” lo que inspiró el nombre de Podoko. Así surgió uno de los primeros encargos, que realizó la Asociación de Mujeres de la ciudad de Yokohama que finalmente no se construyó. 
En 1955 se casó con Shoji Hayashi, también arquitecto y construyeron la casa propia en Koishikawa, que remodelarán a lo largo del tiempo. Localizada en un pasaje privado que la hace invisible desde la calle, al principio era un pabellón rectangular y luego se amplía en diagonal a fin de no bloquear las vistas del jardín desde la sala de estar. Se trata de una construcción simple y moderna realizada en bloques de hormigón y con losa a diferencia de los modos de construir locales pero siguiendo una concepción japonesa del espacio. Después de que los dos propietarios murieron, la casa fue remodelada nuevamente por Koichi Yasuda y obtuvo un premio del Instituto Japonés de Arquitectos en 2014 en la categoría “renovación”.
Hayashi prosiguió sus estudios hasta 1956 con Kiyoshi Seike en el Instituto de Tecnología de Tokio. En 1958 se asoció con Yamada y Nakahara.

## Trayectoria
Entre sus obras más relevantes está la Seashell Gallery en Shikoku (1967), que alberga una gran variedad de caparazones de ostras locales y extranjeras. Se trata de un pabellón azul, con luz cenital que evoca las profundidades marinas. Por fuera, los grandes faldones remiten a la arquitectura japonesa vernácula influida por el brutalismo creando una expresión propia y contemporánea. El edificio ha sido seleccionado entre los 100 edificios modernos más relevantes de Japón por el Docomomo.
Otras obras significativas del estudio son la Angle Brace House, la Summer House Karuizawa (1960), la Villa Inawashiro, en la Prefectura de Fukushima (1962), los Ski Lodges (en coautoría con Shin Architectural Office), el Hexagonal Mountain Lodge, la Easy order system villa, en Nasu (1972), los alojamientos para la Japan Women’s University en Karuizawa, y el Complejo Hillside en Yokohama, Kangawa, (1981-82).
Las arquitectas hicieron una reflexión crítica sobre los modos de vida de su país y cómo cambiaron después de la guerra, donde las casas tenían espacios de usos no determinados que son importantes para la mentalidad japonesa. 
Las obras en su mayoría están firmadas como Masako Hayashi / Hayashi, Yamada, Nakahara, Arquitectas. En 2001, cuando murió Masako Hayashi, la oficina fue cerrada después de más de cuarenta años de práctica. Además del trabajo del equipo cada una de las socias realizó relevantes actividades por su cuenta.

## Publicaciones
Entre los libros que escribió se destacan: House design in today’s Japan (1969), My Architectural Method-Excerpts From a Lecture, Dialogue Between Architect’s Couple, Chronological Diagram of Works (1979) y World Architecture Designs 18 House with a Gallery (1984).

## Reconocimientos
Fue la primera mujer en ganar un Premio del Instituto de Arquitectos de Japón en 1980 (por el diseño de una serie de casas) y en ser nombrada miembro honoraria del Instituto de Arquitectos de Estados Unidos 1985. En 1986 recibió el premio Isoya Yoshida. Su obra estuvo presente en la muestra Pioneering Women in Architecture organizada dentro del 24th Congress of International Union of Architects (UIA), (Tokio, 2011). Fue directora del Instituto de Arquitectura de Japón entre 1987 y 1989, y profesora de tiempo parcial en el departamento de Arquitectura de la Universidad de Tokio.